# Miłość, ciekawość, prozak i wątpliwości
Miłość, ciekawość, prozak i wątpliwości (hiszp. Amor, curiosidad, prozac y dudas) – pierwsza powieść hiszpańskiej pisarki Lucii Extebarrii, która ukazała się w 1997 roku. W Polsce wydana została w tłumaczeniu Wojciecha Charchalisa.
Powieść zyskała uznanie wśród innych pisarzy, w tym Any Maríi Matute, członkini Królewskiej Akademii Hiszpańskiej. Książka cieszy się dużym uznaniem czyteliniczym, doczekała się też w 2001 r. ekranizacji wyreżyserowanej przez Miguela Santesmasesa.

## Struktura i akcja książki
Książka składa się z 28 rozdziałów, z których każdy odpowiada jednej literze alfabetu hiszpańskiego. Akcja powieści toczy się w Madrycie, gdzie zamieszkują jej bohaterki. Na podstawie wspomnień czytelnik przenosi się do dwóch innych miast, w których siostry Gaena spędziły dzieciństwo: San Sebastián, skąd pochodzi matka bohaterów, i Fuengirola, gdzie urodził się ojciec bohaterek.

## Tematyka
Miłość, ciekawość, prozak i wątpliwości to powieść feministyczna, którą „można interpretować jako spadkobiercę hiszpańskiego naturalizmu i troski, jaką wzbudził ten ruch literacki pod koniec XIX wieku”. Książka ukazuje złożone charaktery i doświadczenia trzech różnych kobiet poszukujących swojej tożsamości. Podstawą niezadowolenia każdej z bohaterek jest porzucenie przez ojca i samotne wychowywanie ich przez matkę. Każda z bohaterek opisuje swoje przygody, w których to mężczyźni odgrywają największą rolę w kształtowaniu ich osobowości i sposobu w jaki postrzegają rzeczywistość.

## Opis fabuły
Narratorkami są trzy siostry Gaena, porzucone przez ojca w dzieciństwie, wychowane przez matkę, uczęszczające do szkoły zakonnej, które opowiadają swoje historie. Według Pilar Nieva de la Paz, siostry przedstawiają „mozaikę problemów, uczuć i pragnień, które ujawniają całą refleksję nad aktualną kondycją kobiety”.

## Główne bohaterki

### Ana
Ana to trzydziestodwuletnia atrakcyjna i pełna pasji kobieta, przedstawicielka stabilności i harmonii rodzinnej. Ana ulega presji społeczeństwa poślubiając młodego, dobrze prosperującego inżyniera Borję. Rodzi mu dziecko i całkowicie poddaje się byciu przykładną żoną i matką. Wszystko to, co osiągnęła jest próbą udowodnienia swojemu oprawcy, że poradziła sobie z krzywdą, jaką wyrządził przyjaciel Borjy, Antonio. Ana próbuje zapomnieć o bolesnej rzeczywistości wpadając w nałóg, wskutek czego trafia na odwyk. Finalnie postanawia zawalczyć o siebie i decyduje się na rozwód.

### Rosa
Rosa to druga z sióstr, trzydziestoletnia starsza menadżer która koncentruje się na swojej karierze. Odosobniona od świata, całkowicie oddana swojej pracy, uzależniona od prozaku. Uważa, że niemożliwe jest zrozumienie pomiędzy kobietą i mężczyzną, zarzucając mężczyznom niezdolność do życia z kobietami. Rosa zapomina o swoim życiu prywatnym skupiając się na pracy. Przekonana, że do tej pory żyła według wzorców innych ludzi, w końcu godzi się ze swoją starszą siostrą.

### Cristina
Cristina to dwudziestoczteroletnia kelnerka pracująca w barze. Jest ona najmłodszą z sióstr i najbardziej kontrowersyjną postacią. Ma wykształcenie wyższe, mimo to lubi swoją pracę i nie rozumie pogoni za karierą swojej starszej siostry. W przeszłości pracowała jako tłumaczka w międzynarodowej firmie. Cristina ucieka przed rzeczywistością, szukając schronienia w uzależnieniu od seksu i narkotyków. Nie wierzy w stałość związków i ideę rodziny, mężczyzn traktuje przedmiotowo, odrzucając romantyczny wzorzec.

## Narracja
Powieść jest przykładem hipertekstu o pierwszoosobowej narracji. Bohaterki naprzemiennie opowiadają o wydarzeniach które mają miejsce, używają też retrospekcji, opowiadając o przeżyciach dzieciństwa. Historia rozpoczyna się narracją Cristiny, po kilku rozdziałach przechodzi do narracji Rosy. Następnie narracja przenosi się ponownie do Cristiny, po czym rozpoczyna się narracja Any, Większość powieści opowiadana jest z perspektywy Cristiny.

## Krytyka
Wielu krytyków zarzuca autorce zbyt stereotypowe i powierzchowne traktowanie tematu złożoności kobiet oraz nieporadne potraktowanie zagadnień feministycznych, jednak sama autorka w swojej recenzji stwierdza, że „wiele z opisanych w niej sytuacji opiera się na rzeczywistych zdarzeniach. Co więcej, rzeczywistość przewyższa fikcję”.